# Mohlsdorf-Teichwolframsdorf
Mohlsdorf-Teichwolframsdorf är en kommun i Landkreis Greiz i förbundslandet Thüringen i Tyskland.
Kommunen bildades den 1 januari 2012 genom en sammanslagning av de tidigare kommunerna Mohlsdorf och Teichwolframsdorf.